# Поп-музыка
Поп-му́зыка (англ. pop music от popular music; современная популярная музыка, жарг. попса́) — это жанр современной музыки, ориентированный на массовую аудиторию. Она сочетает в себе простые, запоминающиеся мелодии, ритмы и тексты, часто с акцентом на куплетно-припевную структуру.
Основные черты поп-музыки — простота инструментальной части, ритмичность, акцент на вокал. Основная и практически единственная форма композиции в поп-музыке — песня.
Поп-музыка включает в себя такие поджанры, как k-pop, европоп, латина, синти-поп, диско, танцевальная музыка и другие.

## Характеристики
Музыкальные критики выделяют следующие критерии поп-музыки как музыкального жанра.
Песни строятся по консервативной схеме куплет+припев. От поп-песни требуются простые, лёгкие для восприятия мелодии. Основной инструмент в поп-музыке — человеческий голос. Аккомпанементу уделяется второстепенная роль: аккомпанирующие поп-музыканты не играют соло и чаще всего не являются ни авторами песен, ни лидерами групп. Важную роль в поп-музыке играет ритмическая структура: многие поп-песни пишутся для танцев и имеют чёткий, неизменный бит.
Основная музыкальная единица в поп-музыке — отдельная песня или сингл. Средняя длина песни, как правило, бывает от двух до четырёх минут, что соответствует стандартному радиоформату. Продолжительные композиции с обширными инструментальными партиями практически не встречаются, как и концептуальные альбомы.

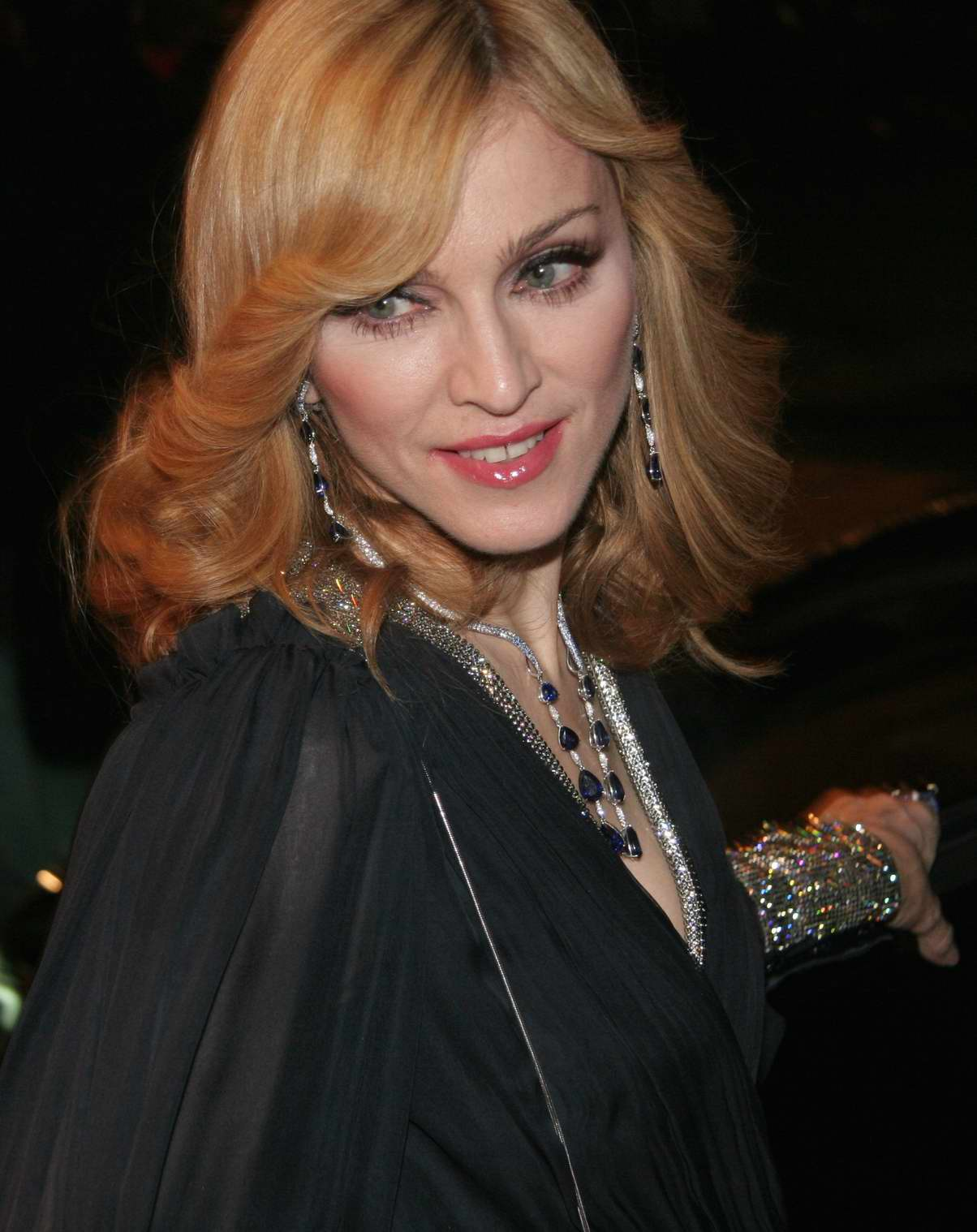
Мадонна — успешная певица в поп-музыке. Получила прозвище «королева поп-музыки»

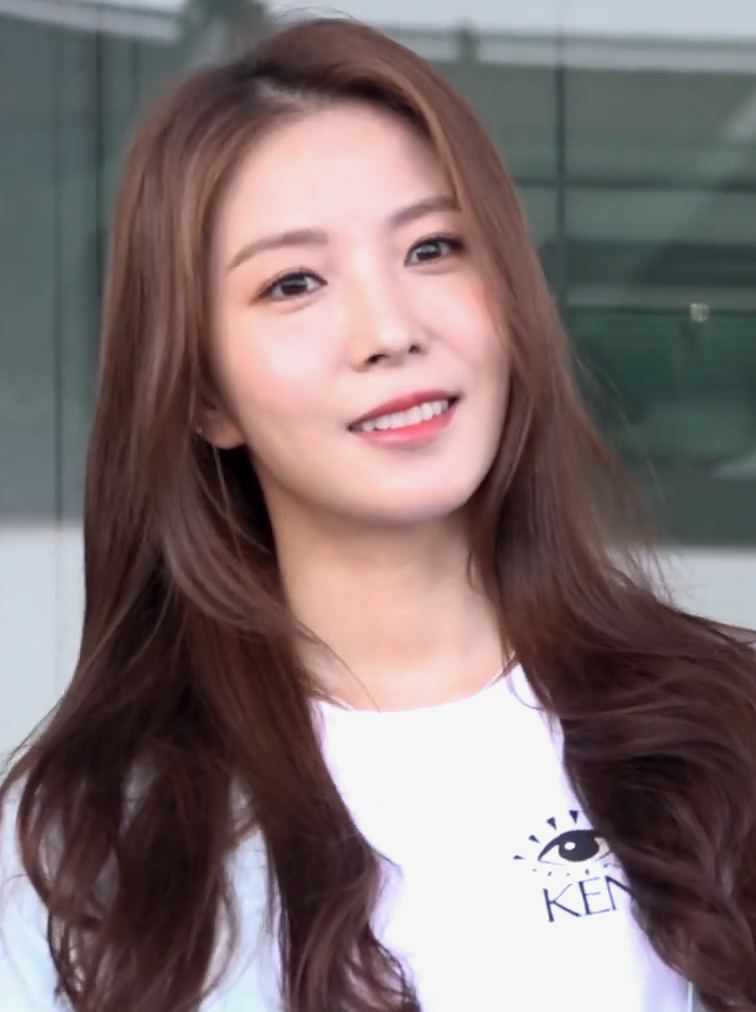
BoA — получила прозвище «королева корейской поп-музыки»

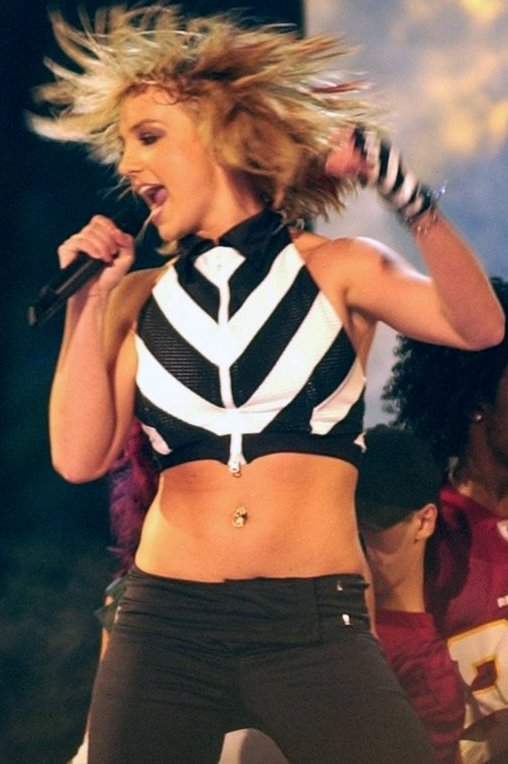
Бритни Спирс — «принцесса поп-музыки»

Тексты в поп-песнях, как правило, посвящены личным переживаниям, эмоциям: любви, грусти, радости. Большое значение имеет также визуальное представление песен: концертное шоу и видеоклипы. Поэтому многие поп-исполнители имеют экстравагантный вид. В группу поп-исполнителя часто входят танцоры, статисты и прочие люди, не задействованные в исполнении музыки, но играющие важную роль на концертах.
Несмотря на долгую и бурную историю, поп консервативен. Он имеет тенденцию отражать текущую музыкальную конъюнктуру, а не прогрессивные направления. Это связано с тем, что издатели, как правило, не настроены на коммерческий риск и благоволят исполнителям в проверенных жанрах. В связи с этим поп ориентирован на абстрактную среднюю аудиторию, а не субкультуру фанатов.

## История
Впервые термин «pop song» в английском языке прозвучал ещё в 1926 году, однако корни поп-музыки уходят в историю глубже. Непосредственным предшественником поп-музыки была народная музыка, а также более поздние уличные романсы и баллады.
Современная поп-музыка формировалась параллельно с другими жанрами, такими как рок-музыка, и не всегда была отделима от них. В 1950-е и 1960-е её наиболее типичной формой был т. н. «традиционный поп» (traditional pop), который в СССР было принято называть «эстрадная музыка», «эстрада». Традиционный поп исполняется певцом-солистом под фоновый аккомпанемент. В США эстрада была тесно связана с джазом (Фрэнк Синатра), во Франции — с шансоном. Аналогичные исполнители были популярны и в СССР — Леонид Утёсов, Клавдия Шульженко, Марк Бернес, Владимир Трошин. Значительную часть поп-музыкальной сцены США составляют чернокожие исполнители в жанре соул.
Настоящим прорывом в поп-музыке стало появление в 1970-е стиля «диско» (евродиско) и таких групп, как ABBA, Boney M, Dschinghis Khan, Bee Gees. Поп-музыка отныне вытесняет рок-н-ролл в качестве основной танцевальной музыки на дискотеках, и с этого времени танцевальная музыка (dance music) является одним из основных направлений в поп-музыке.
Благодаря появлению музыкального телевидения (в частности, телеканала MTV), в 1980-е формируется культура видеоклипов. В это время в США появляются такие звезды, как Принс, Майкл Джексон и Мадонна. На поп-музыку в этот период оказывают влияние хип-хоп, соул и ритм-энд-блюз. Хотя соул возник ещё в 1950-х, до 1980-х он оставался музыкой, которую слушали преимущественно афроамериканцы. Такие исполнители, как Уитни Хьюстон, Стиви Уандер и, конечно же, Рэй Чарльз, выступающий на R&B и соул-сцене с конца 1950-х, сделали этот стиль одним из основных в современной поп-музыке. В 1990-е и 2000-е к этому прибавляется танцевальная электронная музыка (рэйв).

## Региональные разновидности
Сейчас с поп-музыкой ассоциируется в основном западная её разновидность, евро-поп. Этот стиль преобладает как в Америке, так и в Европе, в том числе в России (см. статьи Российская поп-музыка, Татарская поп-музыка). Однако в разных регионах мира существуют свои особенности, связанные с совмещением ритмов поп-музыки и национальных мелодий, глобально образующие направление музыки, известное как «этно-поп». Так, стоит отметить латиноамериканскую поп-музыку (latina) с её многочисленными танцевальными жанрами — самба, сальса, румба, танго, ча-ча-ча, ламбада, макарена. Латиноамериканская музыка добилась популярности и в Северной Америке благодаря таким исполнителям, как Kaoma, Глория Эстефан, Рики Мартин, Шакира, Энрике Иглесиас, Хулио Иглесиас. Ближневосточная поп-музыка отличается необычной мелодикой. Своим колоритом и известностью обладает японская поп-музыка (J-Pop). Корейская поп-музыка известна как K-Pop, казахская — как Q-pop.

## Премии и хит-парады
Ежегодно в мире проводятся сотни фестивалей и конкурсов, выявляющих лучших из лучших. Самым авторитетным конкурсом мировой поп-музыки, является премия Grammy Awards.
Помимо Grammy Awards существует множество различных наград, среди которых самыми престижными являются American Music Awards, World Music Awards, MTV Video Music Awards. Поп-музыка представлена также на ежегодном конкурсе «Евровидение». Для измерения популярности той или иной песни составляются списки, по образу и подобию самого крупного национального музыкального списка в мире — Billboard Hot 100 (США). Например, в Великобритании это UK Singles Chart и UK Albums Chart одновременно.
При составлении Billboard Hot 100 учитываются продажи музыкальных дисков, популярность песен на радиостанциях и продажи, осуществляемые через интернет.

## Культурно-социальное влияние
Поп-музыка породила такое явление, как поп-звёзды — личности, чья жизнь привлекает внимание прессы вне связи с их музыкальной деятельностью. В поп-музыке популярность зависит не только от способностей исполнителя и композитора, но и таких не связанных с музыкой факторов, как внешность, сексуальная привлекательность, репутация, освещение прессой. Для привлечения внимания прессы и публики многие поп-исполнители и их продюсеры не брезгуют провокацией скандалов, эпатажем. В прессе часто появляются скандальные истории о таких исполнителях, как Алла Пугачёва, Филипп Киркоров, Стас Михайлов, Дима Билан, Сергей Лазарев. За это поп-музыка часто критикуется. Скандалы могут быть частью рекламных кампаний исполнителей и их деятельности.